# Startbahn West

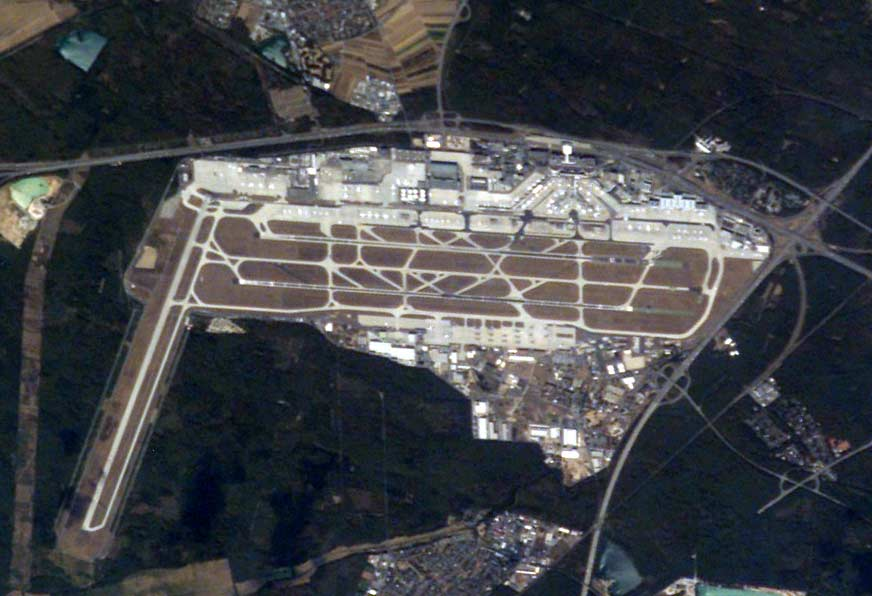
Der Frankfurter Flughafen vor Beginn der Bauarbeiten an der Landebahn Nordwest, links im Bild die Startbahn West (Ausschnitt eines im April 2003 aus der ISS aufgenommenen Fotos)

Die Startbahn West, genaue Bezeichnung im Planungsverfahren Startbahn 18 West, (luftfahrttechnische Bezeichnung „Runway 18“) ist eine 4000 Meter lange reine Startbahn auf dem Flughafen Frankfurt Main, die sich in dessen westlichem Teil befindet und von Norden nach Süden verläuft. Der kleinere Nordteil liegt im Frankfurter Stadtteil Flughafen, der größere Südteil auf der Gemarkung Rüsselsheim am Main. Bevor die Startbahn im Jahr 1984 in Betrieb ging, stießen die Planungen auf erhebliche Proteste und wurden zu einem der wichtigsten Bezugspunkte der Umweltbewegung der 1970er und 1980er Jahre.

## Geschichte

### Planungen
Im Jahr 1962 entschloss sich die Betreibergesellschaft des Flughafens Frankfurt Rhein-Main, die Flughafen Frankfurt/Main AG, neben einem neuen Empfangsterminal eine neue Startbahn in Planung zu geben. Der drastisch gestiegene Flugverkehr hatte sowohl die alten Empfangsgebäude als auch das bis heute bestehende Parallelbahnsystem an die Grenzen der Belastbarkeit gebracht. Das Rhein-Main-Gebiet befand sich in einem stetigen ökonomischen Aufschwung, was nicht zuletzt dem Flughafen als europäischem Luftfahrt-Drehkreuz zu verdanken war.
Doch das Flughafengelände ist ausschließlich von Wald umgeben, darunter Bannwald. Hinzu kam ein weiteres Problem: Im Norden verläuft in Ost-West-Richtung die Bundesautobahn 3, im Osten verläuft in Nord-Süd-Richtung die Bundesautobahn 5, im Westen verläuft ebenfalls in Nord-Süd-Richtung eine oberirdische Hauptstromtrasse und im Süden machte die amerikanische Rhein-Main Air Base einen unkomplizierten Ausbau ebenfalls unmöglich. Lediglich in der südwestlichen Ecke des Geländes bestand die Möglichkeit einer neuen Piste in Nord-Süd-Richtung.
Dies bedeutete einerseits einen immensen Holzeinschlag und andererseits die Ausdehnung des Flughafengeländes auf eine nicht mehr zum Stadtgebiet gehörende Gemarkung. Doch noch stand der Ausbau des Flughafens als wichtiger Wirtschaftsfaktor weit vor ökologischen Argumenten.
Am 28. Dezember 1965 beantragte die Flughafen AG die Genehmigung für den Bau der „Startbahn 18 West“. Im Mai 1966 wurde im Hessischen Landtag der Neubau der 4000 Meter langen Startbahn in Nord-Süd-Richtung beschlossen. Angesichts der politischen Freigabe beschloss im November 1967 die Flughafen Frankfurt/Main AG (FAG) den Neubau des 78 Mio. DM teuren Projekts. Diesem Ausbau standen in einer Zeit des beginnenden Umweltbewusstseins immer mehr Bürger skeptisch gegenüber. Nach dem im März 1968 vom Verkehrsminister erlassenen Planfeststellungsbeschluss wurden 44 Anfechtungsklagen erhoben.

### Anfechtungsklagen
Nachdem im März 1972 das neue Terminal Mitte (das heutige Terminal 1) eröffnet worden war, kam es ein Jahr später zum Planfeststellungsverfahren für die neue Startbahn.
Die Folge waren nun über 100 Klagen vor hessischen Verwaltungsgerichten. Argumentativ sahen sich die Startbahngegner, die sich mehr und mehr in Bürgerinitiativen (BI) zusammengeschlossen hatten, im Aufwind, da sowohl zurückgehende Flugbewegungen als auch die Ölkrise einen weiteren Ausbau als nicht mehr sinnvoll erscheinen ließen. Ein Teil der Startbahn-Gegner befürchtete eine Funktion für die NATO.
Fast 10 Jahre lang befassten sich Verwaltungsgerichte mit dem geplanten Ausbau. Aus formellen Gründen wurde der Beschluss aufgehoben. Im März 1971 erließ das Ministerium einen zweiten Planfeststellungsbeschluss, der erneut die Gerichte beschäftigte. Ende 1978 gründete sich eine Bürgerinitiative (BI) hauptsächlich in der betroffenen Doppelstadt Mörfelden-Walldorf, aber auch in Frankfurt und Umgebung gegen den Ausbau.
Im Juli 1978 verwies das Bundesverwaltungsgericht die Klagen der Startbahngegner zurück an den Hessischen Verwaltungsgerichtshof. Im Dezember desselben Jahres verkaufte das Land Hessen 303 Hektar Land an die FAG zum Bau der neuen Startbahn. Der zu erwartende Holzeinschlag betrug dabei 129 Hektar. Im Rahmen der Eingriffsregelung wurde als Ausgleichsfläche u. a. das Arboretum Main-Taunus mit 76 Hektar geschaffen.

### Zuspitzung des Konflikts
Mit der Entscheidung des Hessischen Verwaltungsgerichtshofs vom 21. Oktober 1980 für den Bau der neuen Startbahn endete die gerichtliche Auseinandersetzung, während sich der Widerstand vor Ort zuspitzte.
Auf dem Gelände der geplanten Startbahn West errichtete eine Bürgerinitiative ab Mai 1980 eine Hütte, die zur Information von Spaziergängern dienen sollte. Im Juli ordnete der hessische Minister für Wirtschaft und Verkehr, Heinz-Herbert Karry (FDP), den „Sofortvollzug“ für den Bau der Startbahn an. Den Stopp-Antrag (zur Wiederherstellung der aufschiebenden Wirkung des Widerspruchs) dagegen wies der Hessische Verwaltungsgerichtshof im Oktober zurück. Die ersten Baumfällarbeiten begannen aus technischen Gründen noch vor dem Winter. Als erstes wurde ein sieben Hektar großes Gelände direkt am Flughafengelände gerodet.
Dagegen demonstrierten am 2. November 1980 am Waldrand in Walldorf 15.000 Menschen, hauptsächlich Umweltschützer und Studenten, aber auch viele ältere Menschen aus der Region. Da die geplanten Besetzungsaktionen der Protestbewegung am langatmigen Polizeikonzept scheiterte, beschloss die Bürgerinitiative, die Hütte zu einem dauerbewohnten Hüttendorf auszubauen, um schneller und angemessener auf Rodungsabsichten reagieren zu können. Daraufhin entstanden mehrere bau- und hausrechtlich illegale Hütten sowie eine Hüttenkirche einer Walldorfer Kirchengemeinde auf dem Flughafengelände.

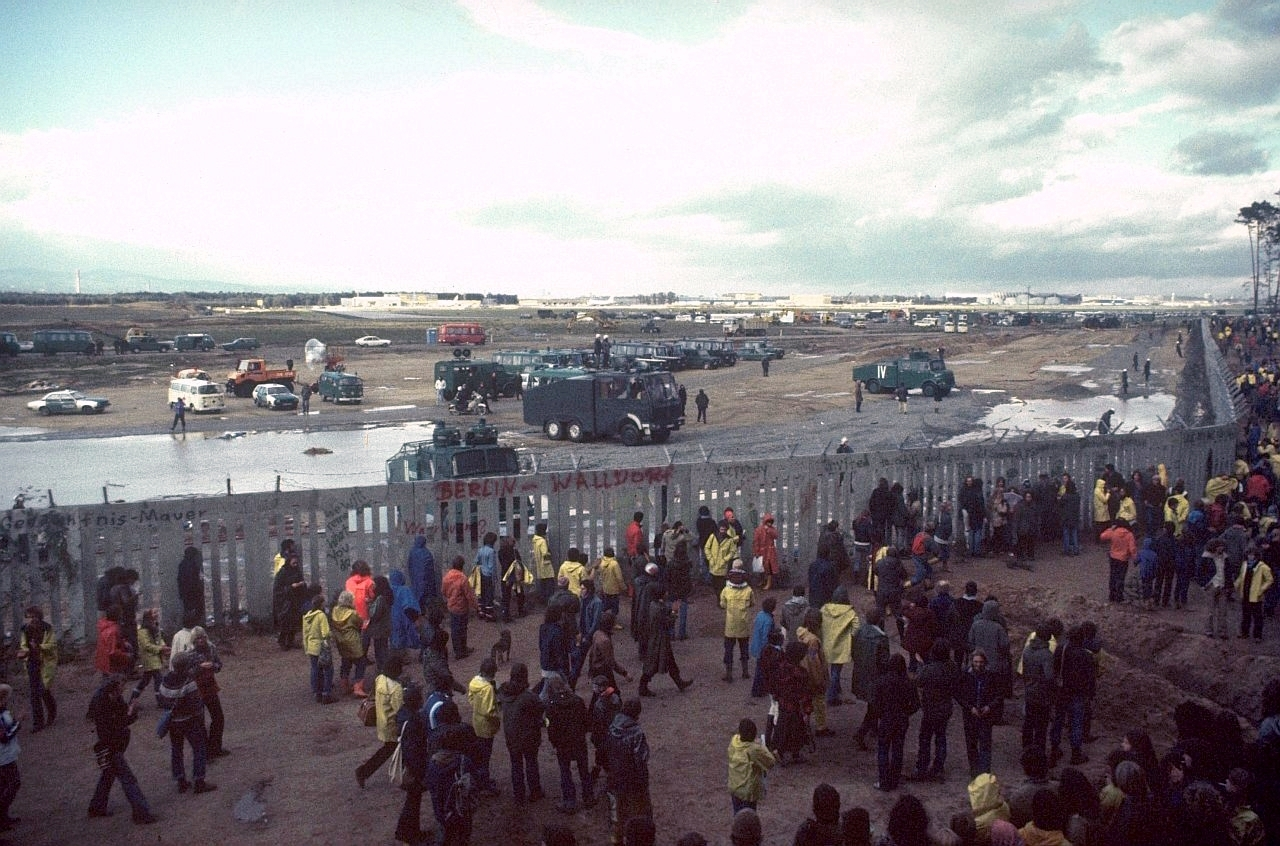
Betonzaun vor der Baustelle

Im Mai 1981 ordnete der Darmstädter Regierungspräsident die Geländeenteignung an. Am 6. Oktober wurde das schon gerodete sieben Hektar große Gelände von der Protestbewegung besetzt und anschließend von der Polizei geräumt. Auf dem Gelände hatten sich am 6. Oktober viele hundert Leute versammelt, einen spitzwinkligen Graben ausgehoben und innerhalb des Grabens einen Turm gebaut. Die Räumung verlief weitgehend friedlich, allerdings konnte der Turm nicht so einfach geräumt werden und die Besetzer verließen diesen freiwillig am darauf folgenden Abend. Wenige Tage nach der Rodung wurde ein 2,5 Meter hoher Betonzaun zur Sicherung der Arbeiten errichtet.
Das Hüttendorf wurde am Morgen des 2. November 1981 geräumt. Die Räumung selbst verlief friedlich; als sich im Verlauf des Tages Tausende im Wald vor den Polizeiabsperrungen versammelten, kam es zu mehreren umstrittenen Polizeieinsätzen gegen die Protestierenden. Nach der Hüttendorfräumung begannen – unter massivem Polizeischutz – die Bau- bzw. Rodungsarbeiten. Währenddessen kam es immer wieder zu Angriffen aus Demonstrationen heraus auf die Betonmauer und Polizeibeamte. Mehrere Versuche der Startbahngegner, erneute Hüttendörfer dauerhaft zu errichten, wurden immer wieder von der Polizei verhindert.
Eine eigentlich geplante Wiederbesetzung des Hüttendorfgeländes am 7. November, aus einer Kundgebung von mehreren zehntausend Menschen heraus, wurde nach Unstimmigkeiten innerhalb der Bewegung über die Gewaltfrage doch nicht durchgeführt. Statt der geplanten Massenüberschreitung der Polizeiabsperrungen wurden fünfzig ausgewählte Demonstranten mit freiem Oberkörper von der Polizei auf das Gelände gelassen. Vier Sprecher der Bürgerinitiative führten daraufhin mit dem Innenminister Ekkehard Gries (FDP) auf dem geräumten Gelände des Hüttendorfes ein ergebnisloses Gespräch über einen möglichen Stopp der Rodungsarbeiten bis zur Entscheidung des Staatsgerichtshofes (sogenannter „Nacktensamstag“).

### Demonstrationen
Am 14. November 1981 demonstrierten in Wiesbaden mehr als 120.000 Menschen gegen die Startbahn-Pläne. Dem Landeswahlleiter wurden 220.000 Unterschriften für ein Volksbegehren übergeben. Der Frankfurter Magistratsdirektor Alexander Schubart rief auf der Kundgebung zu einer „Besichtigung“ des Flughafens am nächsten Tag auf. Tags darauf blockierten über Stunden Startbahngegner die Eingänge zum Flughafen. Als die Polizei mit Gewalt gegen die Demonstration vorging, flüchteten die Demonstranten auf die benachbarte Autobahn, wo sie Barrikaden errichteten. Zur Räumung der Autobahn setzte die Polizei per Bundesgrenzschutz-Hubschrauber abgesetzte Einheiten ein.
Über eine Woche waren die Innenstadt von Frankfurt und anderer Städte des Rhein-Main-Gebietes durch tägliche Protestaktionen faktisch gesperrt. Eine Besetzung des Frankfurter Hauptbahnhofs wurde von Ordnungskräften verhindert. Am späten Abend des 3. November 1981 wurden bei einem Polizeieinsatz gegen eine Startbahndemonstration in der Rohrbachstraße im Frankfurter Stadtteil Nordend mehrere Demonstranten schwer verletzt.
Schubart wurde wegen Nötigung der Landesregierung (§ 105, § 125 und § 240 StGB) und des Aufrufs zur Gewalt zu zwei Jahren Freiheitsstrafe auf Bewährung verurteilt und aus dem Staatsdienst entlassen. Nach zehnjährigen gerichtlichen Auseinandersetzungen waren es doch nur acht Monate auf Bewährung und er konnte im Staatsdienst verbleiben.
Der Antrag auf ein Volksbegehren – was die letzte legale Möglichkeit darstellte, den Bau der Startbahn zu verhindern – endete 1982 mit negativem Bescheid des Hessischen Landtags unter Ministerpräsident Holger Börner (SPD) und der Zurückweisung wegen Nichtzuständigkeit des Hessischen Staatsgerichtshofs.
In der folgenden Zeit verlagerte die nach den Ereignissen im Herbst 1981 geschrumpfte Startbahn-Bewegung ihre Aktivität hauptsächlich auf wöchentliche, sogenannte „Sonntagsspaziergänge“ an die Betonmauer um das Baugelände für die „Startbahn 18 West“. Aus diesen wöchentlichen Demonstrationen heraus wurde immer wieder versucht, die Mauer zu demontieren, die Bauarbeiten zu behindern und Polizeikräfte anzugreifen.
Ebenfalls ein Projekt aus der Phase nach der Ablehnung des Volksbegehrens war die im März 1982 nach heftigen öffentlichen Auseinandersetzungen ins Leben gerufene Walduniversität Mörfelden-Walldorf.  Nach deren noch im November 1981 veröffentlichtem Gründungsaufruf sollte die Wald-Uni in ihrer Arbeit zwei Schwerpunkte haben: a) Aufklärung nach außen, um über die ökologischen Folgen der geplanten Startbahn und über ökonomische Alternativen zu informieren, sowie Aufklärung nach innen über Widerstandsoptionen und alternative Gestaltungsmöglichkeiten der Arbeits- und Lebensverhältnisse, und b) Forschung als Unterstützung der Aufklärungsarbeit sowie als Anstoß für laufende wissenschaftliche Arbeiten in den Hochschulen, als Anstoß für „neue öko-ökonomische Forschungsprojekte“ und für „Untersuchungen über gewaltfreie Konfliktaustragungsformen“. In seiner knapp zehnjährigen Geschichte entwickelte sich das Projekt immer stärker weg von dem mit seinem Namen verbundenen wissenschaftlichen Anspruch und existierte am Schluss als eine Art alternative oder ökologisch orientierte Volkshochschule. Im Frühjahr 1991 löste sich der das Projekt tragende Trägerverein auf.

### Sprengstoffanschläge
Am 27. Juni 1983 verübten Unbekannte einen Sprengstoffanschlag auf das Privathaus des FAG-Vorstandsvorsitzenden Erich Becker. Ein weiterer Sprengsatz, der jedoch nicht detonierte, war in einem FAG-Schulungszentrum deponiert worden. Bei den Anschlägen wurde niemand verletzt. Die Täter bezeichneten sich in einem Bekennerschreiben als Revolutionäre Zellen und nahmen Bezug auf den Startbahn-Ausbau.

### Nach dem Bau

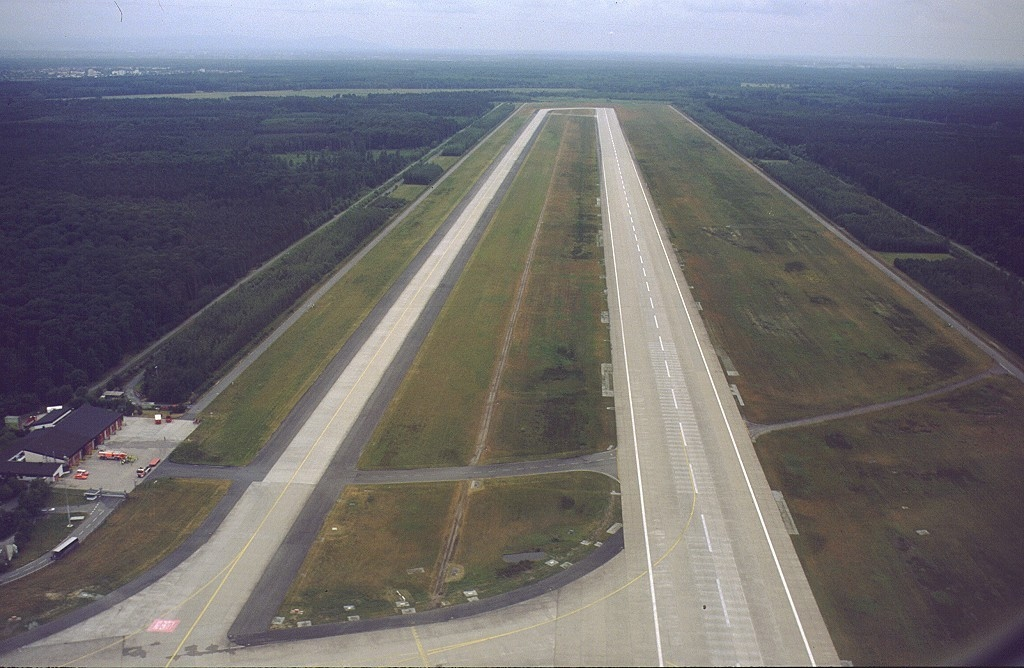
Startbahn 18 W von Norden

Am 12. April 1984 wurde die neue Startbahn 18 West dem Verkehr übergeben; auf Eröffnungsfeierlichkeiten wurde verzichtet. Gegen die Inbetriebnahme der Startbahn 18 West demonstrierten am 14. April 1984 ca. 15.000 Menschen an der Mauer im Wald. Trotz der Fertigstellung setzte ein harter Kern von Startbahngegnern die Proteste weiter fort. Es kam regelmäßig zu teils gewalttätigen Demonstrationen und Anschlägen. So zog sich im Sommer 1986 eine Aktivistin bei der Zerstörung eines Hochspannungsmastes schwere Verbrennungen zu.

### Todesschüsse auf Polizeibeamte
Am 2. November 1987 wurde bei einer Demonstration zum Jahrestag der Räumung des Hüttendorfs aus der Demonstration heraus mit einer auf einer Anti-AKW-Demonstration in Hanau am 8. November 1986 geraubten Polizeidienstwaffe auf 14 Polizeibeamte geschossen. Dabei wurden neun Beamte getroffen, die Polizeibeamten Thorsten Schwalm und Klaus Eichhöfer erlagen ihren Verletzungen. In der gleichen Nacht noch begann eine große Durchsuchungs- und Festnahmewelle gegen die gesamte Startbahnbewegung.
Infolge der tödlichen Schüsse auf Polizeibeamte brachen die Reste der Protestbewegung gegen die Startbahn West endgültig auseinander.
Die Startbahngegner Andreas E. und Frank H. wurden von der Bundesanwaltschaft als Todesschützen angeklagt. Frank H. wurde 1991 zu viereinhalb Jahren Freiheitsstrafe verurteilt, wegen Taten die mit den tödlichen Schüssen nicht in Zusammenhang standen. Andreas E. wurde wegen Totschlags für schuldig befunden und zu 15 Jahren Haft verurteilt.
Als Relikt der Auseinandersetzungen blieb die Betonmauer um die Startbahn übrig, eine für die Zeit vor dem 11. September 2001 eher seltene Art von Sicherheitssperre um einen deutschen Flughafen. Diese Mauer wurde im Jahr 2018 durch eine moderne Zaun/Mauer-Kombination ersetzt. Ein ca. 6 m langes Teilstück der alten Mauer wurde als Denkmal erhalten.

### Rezeption
Der Schriftsteller Erasmus Schöfer widmete der Geschichte des Hüttendorfs bei Mörfelden-Walldorf in seinem 2008 erschienenen Zeitroman Winterdämmerung eine 50 Seiten lange Passage. Der fiktive Akteur, der Journalist und Kommunist Armin Kolenda, verbringt im Oktober 1981 einige Tage im Hüttendorf, um eine Reportage darüber zu schreiben. Dabei führt er lange Gespräche mit den Schriftstellern Peter Härtling und Horst Karasek, die sich tatsächlich im Hüttendorf befanden, über Perspektiven des Widerstands gegen die Startbahn West und ähnliche Projekte. Er trifft eine frühere Geliebte wieder. Sie erleben gemeinsam einen gewaltsamen Polizeieinsatz gegen die Demonstranten vor der Schutzmauer, Kolenda wird dabei festgenommen.

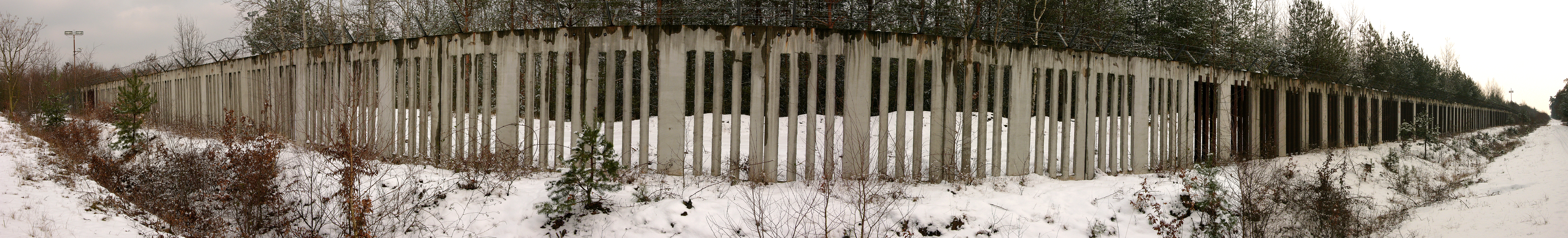
Ehemalige Schutzmauer an der Startbahn West

## Flugtechnische Daten

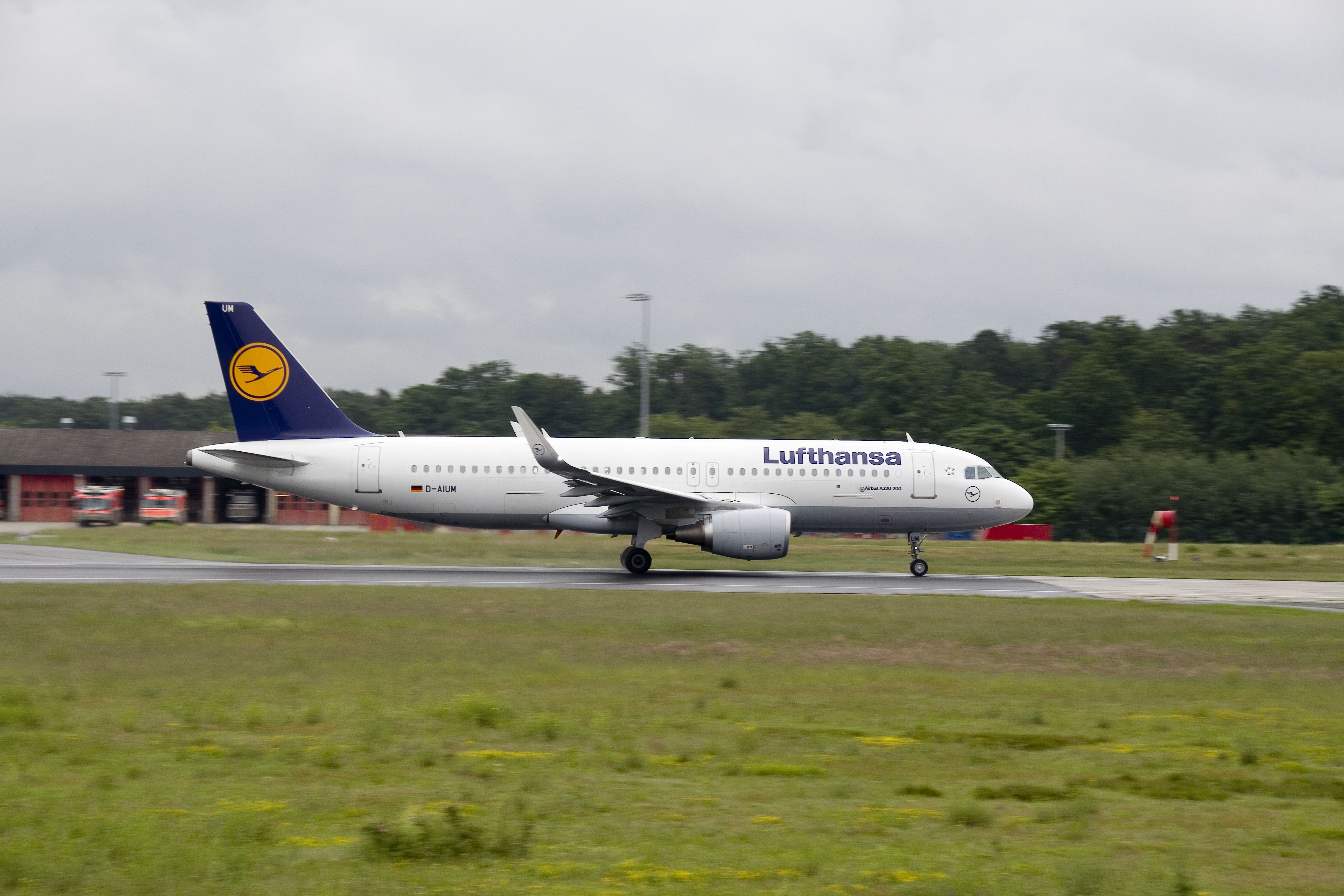
Startender Airbus A320 auf der Startbahn West

Die Startbahn West wird als ‚18‘ bezeichnet, da sie gerundet auf der Kompassrose in Richtung 180 Grad zeigt. Die Bahn ist ausschließlich für Starts in Richtung der sich nach Süden erstreckenden Oberrheinischen Tiefebene zugelassen, weshalb die Bahn nicht wie üblich (siehe Start- und Landebahn) auch die entgegengesetzte Gradzahl im Namen trägt. Der Taunus ließe aus Hindernisgründen Abflüge Richtung Norden nicht zu. Da Flugzeuge grundsätzlich gegen den Wind starten sollen, sind Starts bei starkem Wind aus nördlichen Richtungen nur eingeschränkt oder gar nicht möglich. Landungen auf der Startbahn West sind grundsätzlich nicht zulässig.

## Filme
- Fesseln spürt wer sich bewegt (1981), Dokumentarfilm von Thomas Carlé
- Keine Startbahn West – Trilogie eines Widerstandes (1981), Dokumentarfilm von Thomas Frickel, Gunter Oehme und Wolfgang Schneider
- Keine Startbahn West – Eine Region wehrt sich (1982), Dokumentarfilm von Thomas Frickel, Regine Heuser, Gunter Oehme, Wolfgang Schneider, Rolf Silber und Michael Smeaton
- Wertvolle Jahre (1989/90), Dokumentarfilm von Thomas Carlé und Gruscha Rode
- Schüsse (1990), Kurzfilm von Thomas Carlé